# Liste der Biografien/Caj
Liste der Biografien |
Portal Biografien |
Personensuche
# |
A |
B |
C |
D |
E |
F |
G |
H |
I |
J |
K |
L |
M |
N |
O |
P |
Q |
R |
S |
T |
U |
V |
W |
X |
Y |
Z |
?
 
Ca |
Cb |
Cc |
Ce |
Ch |
Ci |
Cj |
Ck |
Cl |
Cm |
Cn |
Co |
Cr |
Cs |
Ct |
Cu |
Cv |
Cw |
Cy |
Cz
 
Caa–Cag |
Cah |
Cai |
Caj |
Cak |
Cal |
Cam |
Can |
Cao–Cap |
Caq |
Car |
Cas |
Cat–Caz
Die Liste der Biografien führt alle Personen auf, die in der deutschsprachigen Wikipedia einen Artikel haben. Dieses ist eine Teilliste mit 24 Einträgen von Personen, deren Namen mit den Buchstaben „Caj“ beginnt.

## Caj

### Caja
- Cajá, Renato (* 1984), brasilianischer Fußballspieler
- Cajander, Aimo Kaarlo (1879–1943), finnischer Forstwissenschaftler, Geobotaniker und Politiker
- Cajander, Paavo (1846–1913), finnischer Dichter und Übersetzer
- Cajandig y Itcuas, Warlito (* 1944), philippinischer römisch-katholischer Geistlicher und Apostolischer Vikar von Calapan
- Čajánek, Petr (* 1975), tschechischer Eishockeyspieler
- Cajano, Pasquale (1921–2000), italoamerikanischer Schauspieler
- Cajanus, Daniel (1704–1749), Riese
- Cajar, Wolfgang (* 1935), deutscher Heimatforscher

### Caje
- Cajés, Eugenio (1574–1634), spanischer Maler zwischen Manierismus und Barock

### Caji
- Čajić, Aldin (* 1992), bosnisch-herzegowinischer Fußballspieler
- Cajiga, José (* 1926), uruguayischer Fußballspieler
- Cajigal de la Vega, Francisco (1691–1777), spanischer Offizier und Kolonialverwalter
- Cajigal, Juan Manuel (1757–1823), spanischer General in den venezolanischen Unabhängigkeitskriegen und Gouverneur von Kuba

### Cajk
- Čajka, Luděk (1963–1990), tschechischer Eishockeyspieler
- Čajkovski, Željko (1925–2016), jugoslawischer Fußballspieler und -trainer
- Čajkovski, Zlatko (1923–1998), jugoslawischer Fußballspieler und -trainerZlatko Čajkovski (1923–1998)

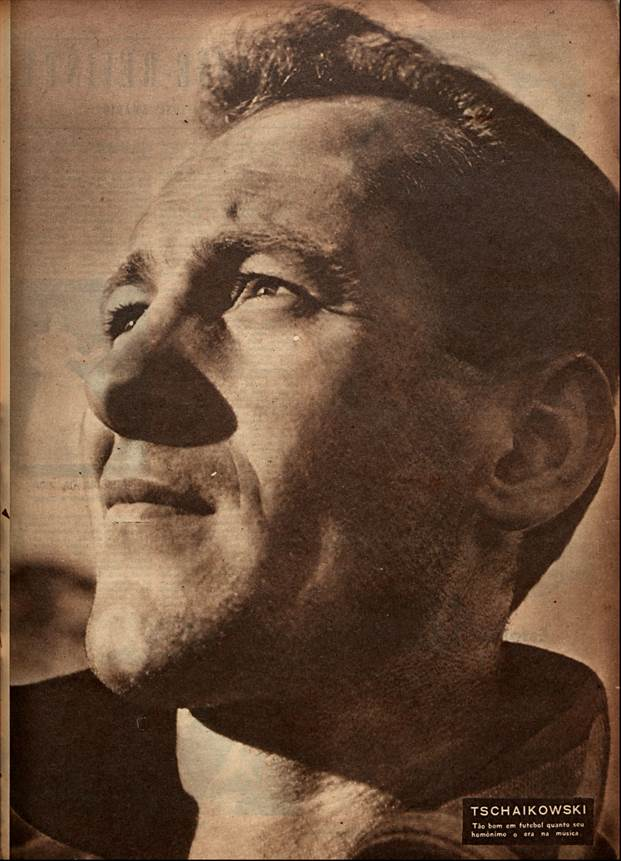
Zlatko Čajkovski (1923–1998)

- Čajkovský, Michal (* 1992), slowakischer Eishockeyspieler
- Çajku, Edi (* 1982), albanischer Fußballspieler

### Cajl
- Cajlan, Dušica (* 1969), deutsche Konzertpianistin (Improvisationsmusikerin)

### Cajo
- Cajori, Florian (1859–1930), schweizerisch-US-amerikanischer Mathematikhistoriker

### Cajt
- Cajthaml, Martin (* 1971), tschechischer Philosoph

### Caju
- Çajupi, Andon Zako (1866–1930), albanischer Schriftsteller und Übersetzer
- Cajus († 296), Bischof von Rom (283–296)
- Cajuste, Jens (* 1999), schwedischer Fußballspieler